# Gutenburg (Hochrhein)

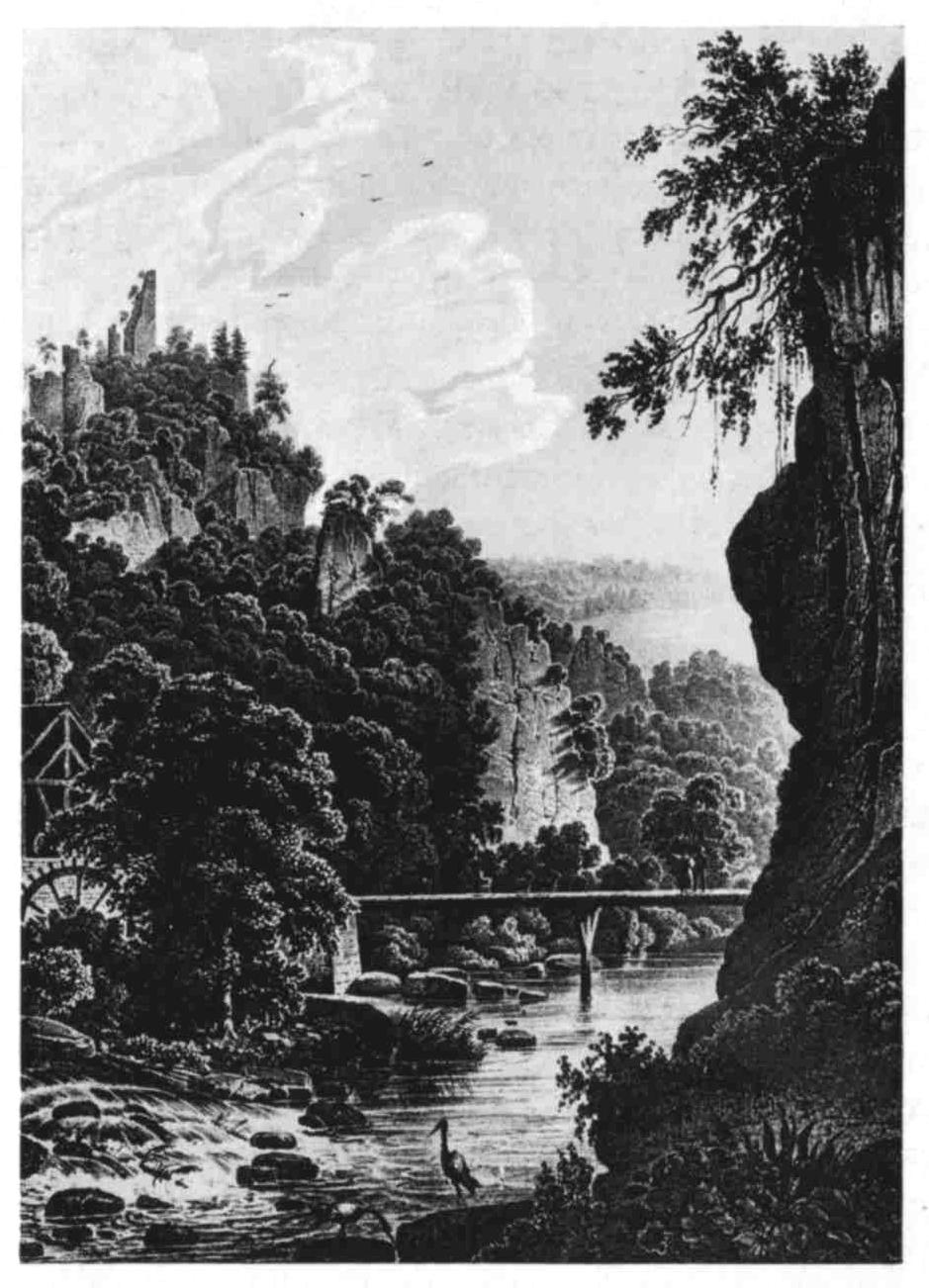
Godefroy Engelmann: Lithografie nach einer Zeichnung von Maximilian von Ring. Die Gutenburg zu Beginn des 19. Jahrhunderts

Die Gutenburg ist eine Burgruine und gehört zum gleichnamigen Ortsteil des Stadtteils Aichen der Stadt Waldshut-Tiengen in Baden-Württemberg, Deutschland.

## Lage

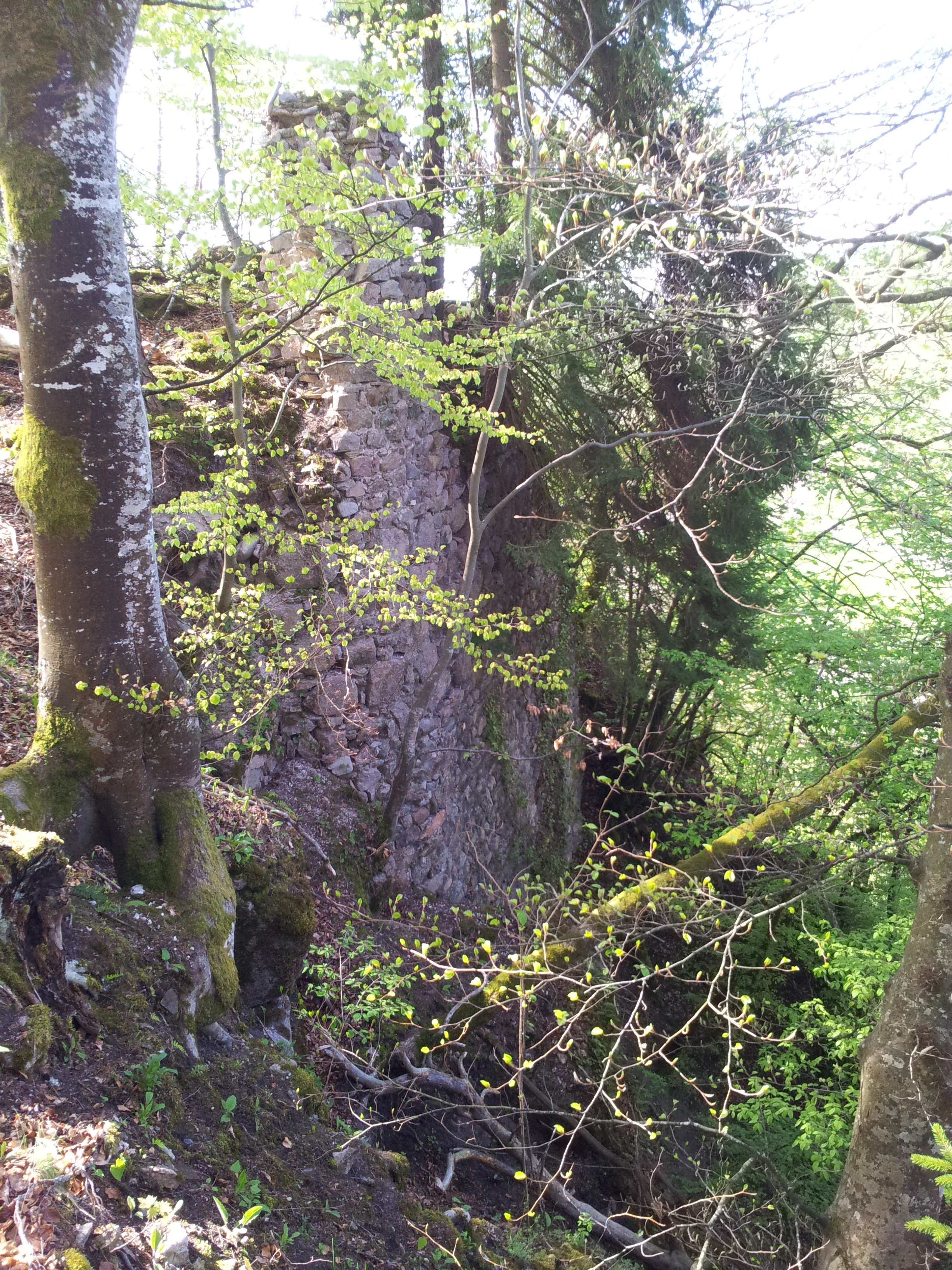
Burg Gutenburg

Die Burgruine der Höhenburg liegt am Fuße des Südschwarzwaldes am unteren Ende des tiefen Taleinschnittes der Schlücht. Ein natürlicher Hügel mit einem harten, felsigen Kern aus den alten Graniten des Grundgebirges des Schwarzwaldes überstand die Erosion der Schlücht und diente als strategisch günstiger Standort für die Burg. Wenig weiter flussabwärts öffnet sich das Tal und bildet den Übergang zum Klettgau.

## Geschichte
Im 10. Jahrhundert wurde als erstes bekanntes Bauwerk ein Turm vom Kloster St. Gallen (Schweiz) errichtet. Dieser diente als Stützpunkt und Schutzbauwerk für die ausgedehnten Besitztümer, die das Kloster zwischen den Jahren 900 und 1000 im Gebiet zwischen den Schwarzwaldflüssen Alb und Schlücht hatte.
1128 gab das Kloster St. Gallen den Turm mitsamt seinen dortigen Besitzungen und Rechten einer nicht namentlich bekannten Adelsfamilie zum Lehen. Diese Adelsfamilie baute sich in der Folgezeit eine Burg um den Turm, die sie dann, zusammen mit umliegenden Gütern, als ihr Eigentum betrachtete. Der Turm galt jedoch weiterhin als Lehen. Im gleichen Jahre erscheint urkundlich ein Rudolfus de Gutenburch zusammen mit Heinrich von Krenkingen und den Rittern von Dogern und Berau als Zeuge des Meiers Tschudi des Damenstift Säckingen. Es bleibt jedoch offen, ob sich daraus ein Rückschluss auf das 1128 beliehene Adelsgeschlecht der Gutenburg ziehen lässt.
1187 ging der Besitz an die Herren von Gutenburg. Diese waren ein edelfreies Ministerialengeschlecht aus dem schweizerischen Aargau (vermutlich Oberaargau, Kanton Bern s. Gutenburg BE). Ihren Namen erhielt die Gutenburg vermutlich erst ab diesem Zeitpunkt und wurde vom Namen des Geschlechts derer von Gutenburg bzw. deren Stammherrschaft, dem heutigen schweizerischen Gutenburg-Lotzwil, übernommen.
Möglicherweise handelt es sich bei dem im 13. Jahrhundert lebenden Minnesänger Ulrich von Gutenburg und dem urkundlich mehrfach in Erscheinung tretenden Ulrich von Gutenburg um ein und dieselbe Person.
1276 verkauften Conrad (auch genannt Insenhart oder Ynsenhart) und Berchthold von Gutenburg zahlreiche Güter dem Kloster St. Blasien
Anfang des 14. Jahrhunderts, (wohl 1302) ging die Burg der Nachkommen von Rudolfus von Gutenburg, Ulrich und Eberhard von Gutenburg, an Heinrich II. von Krenkingen.
1357 tauschen Heinrich und Johann von Blumenegg das Dorf Herbolzheim als ein Lehen des Bistums Straßburg durch Bischof Johann von Lichtenberg aus dem Besitz der Krenkinger gegen die Burg Gutenburg mit Graf Hug von Fürstenberg, Schwiegersohn des Lütold von Krenkingen.
1361 wird die Gutenburg an die Gebrüder Walther und Burkart von Hohenfels verpfändet und nicht wieder eingelöst (von den Krenkingern).ich Johans von Krenkingen ain friger herre hab versetzet Walthern und Burkarten gebrüderen von Hohenfels die vesti Guotenburg, diu uff der Schlueht gelegen ist und von dem hailgen rich lehen ist, und den turn darinn, der lehen ist von dem abt und dem gotzhus ze Sant Gallen
1393 geht die Burg an den  Ritter Hainrich dem Gaessler, Burkart und Walther von Hohenfels ritter habind ze koffent geben Hainrichen dem Gaessler ritter die burg und vesty, die man nempt Guotenburg und die uf der Schluecht gelegen und vor ziten iro bayder vaetter und och uncz her iro redelich pfand von der herschaft von Krenkingen gewesen ware Berain St. Blasien. Heinrich III. der Gessler ist bezeugt ab 1359 bis um 1407 Er war habsburgischer Kammermeister von Herzog Leopold III. von Habsburg, herzoglicher Rat, 1386 Landvogt im Aargau, 1387   Landvogt im Thurgau und 1393 Waldvogt auf der Gutenburg. 
1407 als die vesty Guotenburg von her Hainrichen Gaessler seligen komen ist zuo des ritters handen her Wilhelms im Turn von Schauffhusen (Berain St. Blasien) wechselt der Besitz an den Ritter Wilhelm Im Thurn zu Schaffhausen, der im gleichen Jahr auch die Pfandrechte über Burg Hauenstein erwarb. 
1416 im Verlauf des Konstanzer Konzils befehdet Eberhard Im Thurn von seinem freiherrlichen Schlosse Gutenburg im Klettgau die dem Herzog Friedrich feindlich gesinnten Eidgenossen()
1419, September, Abt Heinrich von Mansdorf verleiht im Hof zu St. Gallen dem Rüdiger (Ruoker) im Turn in Trägers Weise zu Handen Wilhelms im Turn den turn ze Guotenburg in der vestin und den hof ze Wilhain mit gerichten, zwingen und bännen und mit aller zugehorden Lehen des Gotteshauses, die Eberhart im Turn selig inne hatte und die nun nach dessen Tod an seinen ehelichen Sohn, den genannten Wilhelm im Turn gefallen sind.
1447 geht die Burg von Rüdiger Im Thurn zu Schaffhausen an den Ritter Heinrich von Rumlang.
1480 erwarb Abt Christoph von Greuth des Klosters St. Blasien die Herrschaft Gutenburg mit Burgstall, Schloss und die zugehörigen Ortschaften Weilheim, Ühlingen und Krenkingen von Ritter Dietrich von Rümlang. 
1482 Heinrich Brümsi, Schaffhauser Patrizier, ist Burgvogt Hainrich Pruemsy vogt Cristofs abbts des gotzhus zu sant Bläsi uf dem sloss Guotemburg
1525 nahmen im Mai einige Aufständische unter Hans Müller mit Unterstützung der Stadt Waldshut die Burg zeitweise in Besitz, bis sie letztlich unterlagen und diese wieder räumen mussten. 
1526 nach der Niederlage mussten die Bauern Schadenersatz leisten.
1612 erwarb St. Blasien auch die noch verbliebenen Hoheitsrechte über die Gutenburg, durch Kauf von Maximilian von Pappenheim. Im Dreißigjährigen Krieg wechselten die Besitzer öfters, sie wurde jeweils zum Stützpunkt um die Umgebung zu plündern.
1638 besetzt Bernhard von Weimar die Burg, unter dem Freiherr und Feldmarschallleutnant Georg Druckmüller von Mühlburg zu Prunn und Rottenstein mit 4000 Mann wird sie zurückerobert, sie finden reiche Vorräte der Schweden. Danach fällt sie wieder in Schwedische Hand.
1640 lässt Abt Franz Chullot von St. Blasien die Burg von eigenen Leuten in Brand stecken und zerstören, damit sie nicht mehr als Raubnest genutzt werden kann, sie ist seither Ruine, der Amtssitz wurde nach Gurtweil verlegt. Die Lehnsrechte über den Turm ze Gutenburg in der vesty und den hof zu Wilhain mit gericht, twingen und bännen blieb formal bis 1773 bei dem Kloster St. Gallen.
Bereits um 1538 wird eine Schloßmüli zu Guttenpurg zugehörig zur Gutenburg  genannt. Das Kloster St. Blasien errichtet hier 1660 mit Übereinkunft des Grafen Ludwig von Sulz eine Eisenschmelze mit Hammerschmiede und Drahtzug, da im benachbarten Klettgau ein probiertes Bohnerz in großer Quantität befindlich, hingegen auf dem Wald in des Klosters Jurisdictionn das notwendige Holz suffizienter vorhanden und commode zu subministrieren sei. Mit entstehen des Hüttenwerkes Albbruck ging das kleine Werk Gutenburg 1698 ein. Unweit der Burgruine befindet sich seit 1932 das Holzfaserplattenwerk GUTEX.
Unterhalb eines Mauergewölbes fand man prähistorische Knochenreste und ein Bronzebeil. →Carl Frowin Mayer

## Anlage
Später bestand die Herrschaft Gutenburg aus zwei Meierhöfen, einer Getreidemühle an der Schlücht sowie aus westlich der Schlücht und der Schwarza gelegenen Gebieten mit den zugehörigen Ortschaften Schnörringen, Dietlingen, Weilheim und Nöggenschwiel. Später kamen noch eine Sägemühle und die Ortschaften Indlekofen, Bürgeln und Gurtweil hinzu.

## Wappen
Das Wappen derer von Gutenburg ist beschrieben im Nekrologbuch des Klosters Einsiedeln:
„Das Siegel des Abtes Nikolaus I. von Gutenburg zeigt einen sitzenden, mit Inful bedeckten Abt, in der Linken Hand den Stab haltend, während er die Rechte zum Segen erhebt, darunter das Familienwappen, ein mit fünf Windlichtern belegtes Andreaskreuz. Die Umschrift, so weit lesbar: «NICOLAVS. DEI . . . S. SCE. MARIE. HEREMITAR.»“